# Julia Hartwig

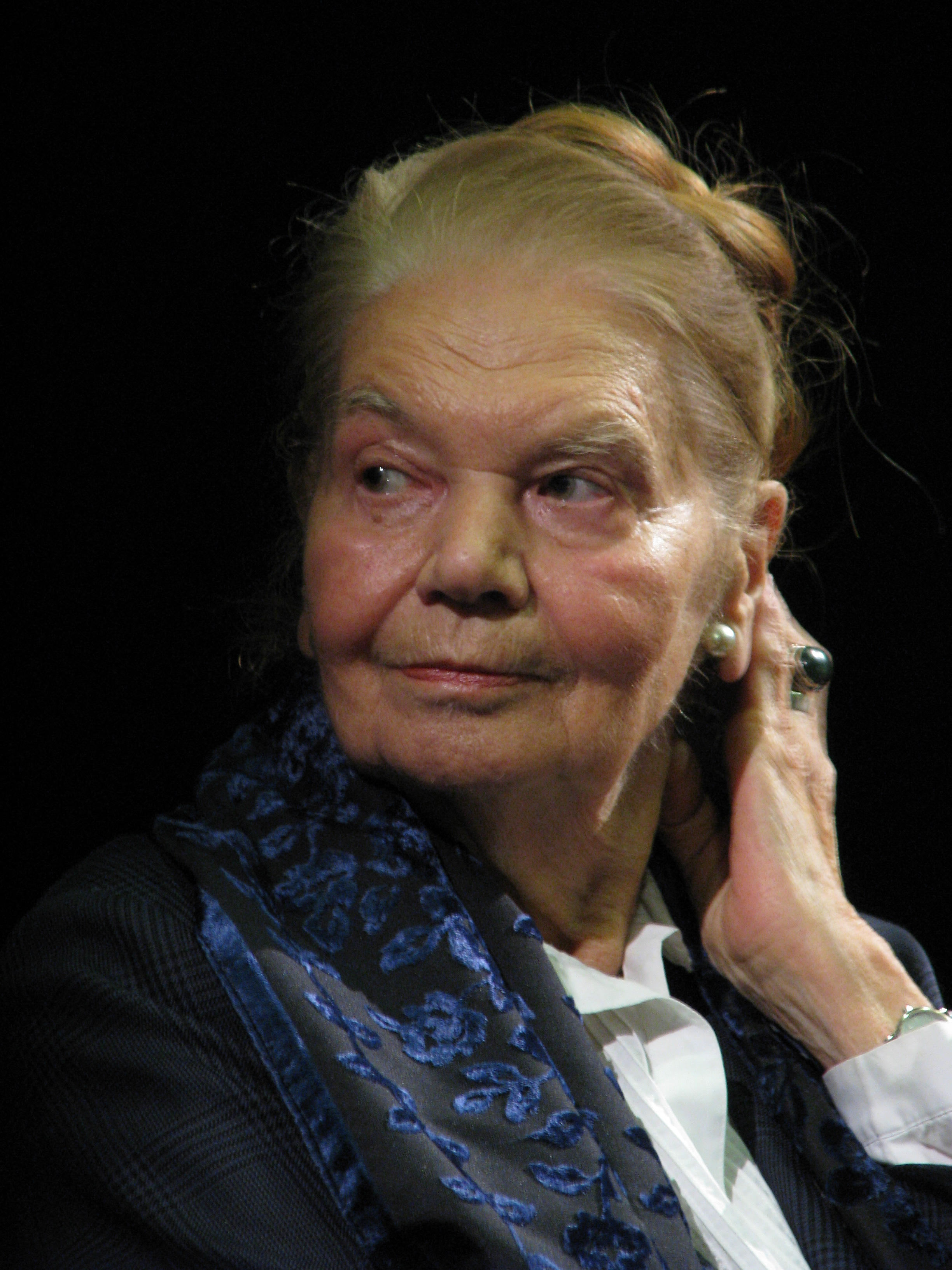
Julia Hartwig (2009)

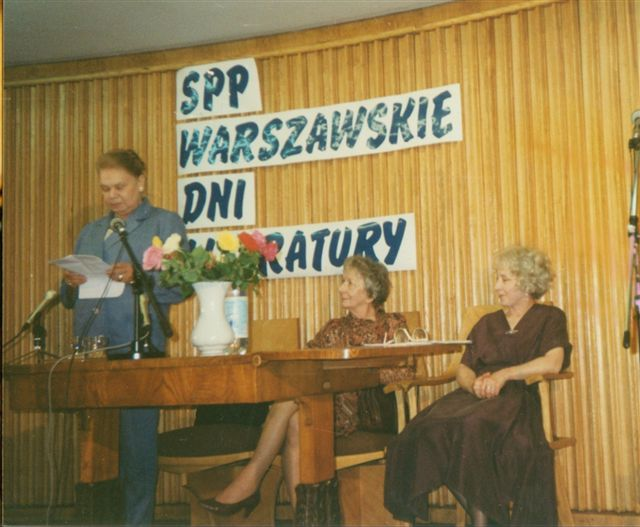
Julia Hartwig mit Wisława Szymborska und Anna Polony bei einer Sitzung des polnischen Schriftstellerverbandes (1993)

Julia Hartwig-Międzyrzecka (* 14. August 1921 in Lublin; † 14. Juli 2017 in Pennsylvania) war eine polnische Dichterin, Essayistin, Übersetzerin und Kinderbuchautorin.

## Leben
Julia Hartwig studierte an der Warschauer Universität, an der Krakauer Jagiellonen-Universität und von 1947 bis 1950 in Paris. Sie schrieb in der polnischen literarischen Tradition zunächst Reportagen Von nahen Reisen (1954) und debütierte 1956 als Lyrikerin mit dem Band Pożegnania (Abschiede). Sie veröffentlichte seit dem Ende der 1980er Jahre einige Dutzend Gedichtbände, außerdem Reisebücher und Essays. Hartwig übersetzte u. a. Werke von Guillaume Apollinaire, Arthur Rimbaud, Blaise Cendrars, Max Jacob und Jules Supervielle ins Polnische, sie schrieb Monographien über Apollinaire und Gérard de Nerval. Hartwig übertrug auch Werke aus dem Englischen und veröffentlichte mit Artur Międzyrzecki eine Anthologie amerikanischer Poesie. Die zusammen mit Międzyrzecki verfassten Kinderbücher machten sie in Polen berühmt: jeder Pole ihrer Zeit kenne Jaś i Małgosia (Hänsel und Gretel 1961), Die Abenteuer einer Walderdbeere (1961) und Tomcio Paluch (Der kleine Däumling 1962).
In den 1970er Jahren war sie Teilnehmerin eines International Writing Programs, dann Gastprofessorin an der Drake University, Des Moines und Gast eines Regierungsprogramms in den USA und schrieb ihr Amerikanisches Tagebuch.
Hartwig war Mitglied des PEN-Clubs. Sie wurde für ihr übersetzerisches und literarisches Werk vielfach ausgezeichnet, unter anderem mit dem „Thornton Wilder Prize“ der Columbia University und dem Preis der A.-Jurzykowski-Stiftung. Sie war Offizier des Ordens Polonia Restituta und erhielt die Gloria-Artis-Medaille für kulturelle Verdienste (Medal Zasłużony Kulturze Gloria Artis) in Gold.
Hartwig war mit dem Dichter Artur Międzyrzecki (1922–1996) verheiratet. Sie lebte in Warschau.

## Werke in deutscher Übersetzung
- Und alles wird erinnert: Gedichte 2001 – 2011. Übersetzung Bernhard Hartmann. Verlag Neue Kritik, Frankfurt am Main, 2013, ISBN 978-3-8015-0404-5[4]
- Die verlorene gute Laune. Illustrationen von Danuta Konwicka. Deutsch von Halina Wieclwska. Nasza Księgarnia, Warschau, 1971
- „Es gibt eine Poesie der Ordnung und eine Poesie des Wahns“. Aus dem Tagebuch 2008. In: Sinn und Form 2/2014, S. 189–195
- Wohin gehöre ich. Amerikanische Gedichte. In: Sinn und Form 2/2014, S. 196–202